# 14727 Suggs
14727 Suggs eller 2000 DU11 är en asteroid i huvudbältet som upptäcktes den 27 februari 2000 av Spacewatch vid Kitt Peak-observatoriet. Den är uppkallad efter Robert Michael Suggs.
Asteroiden har en diameter på ungefär 2 kilometer.